# Pálosnagymező
Pálosnagymező (1890-ig Velkapolya, szlovákul: Veľké Pole, németül: Otochwiesen vagy Hochwiesen) község Szlovákiában, a Besztercebányai kerületben, a Zsarnócai járásban.

## Fekvése
Újbányától 13 km-re, északnyugatra fekszik.

## Története
1332-ben „de Prato”,1354-ben „Welkypolya”, 1358-ban „Welkapolya”, 1395-ben „Walkapalya” néven említik. Magyar nevének előtagja egykori birtokosaira a pálosokra utal.
Az 1332 és 1337 között kelt pápai tizedjegzékben már említik Máté nevű papját, aki 4 garas adót fizetett. Királyi birtok, majd a Baraczky családé, de a század közepére elnéptelenedett. 1354-ben újratelepítették, ekkor az elefánti pálos kolostor birtokolta. 1395-ben a pálosok kolostort alapítottak itt. 1536-ban 12 adózó portája állt. 1601-ben iskola és 61 ház állt a településen. 1663-ban feldúlta a török. 1715-ben malma és 81 adózó polgára volt, közülük 14 kézműves, asztalosok, csizmadiák, bognárok, kovácsok, takácsok. A 18. században jelentős fejlődésen ment át, lakosságának száma megnőtt. 1828-ban 311 házában 2253 lakos élt. 1888-ban az erdei kincstári tulajdonba kerültek.
Vályi András szerint „HOCHVIESEN. Velka pola. Elegyes nagy mező Város Bars Várm. földes Ura a’ Religyiói Kintstár, a’ Paulínosoknak birtokok vala, lakosai katolikusok, fekszik Új Bányához két, Selmeczhez pedig 4 mértföldnyire, határja középszerű, mint vagyonnyai.”
Fényes Elek szerint „Velkapola, (Hochwiesen), Bars vm. német m.v., Ujbányától észak-nyugotra 2 1/2 mfd., erdős hegyek közt: 2249 kath., 4 evang. lak. Kath. paroch. templom. Roppant erdejében sok irtásokat tettek a lakosok. Ón-bányái nem megvetendők. F. u. a religioi kincstár. Ut. p. Selmecz.”
A trianoni békeszerződésig Bars vármegye Oszlányi járásához tartozott.
Német lakosságát a második világháború után a csehszlovák hatóságok Németországba toloncolták.

## Népessége
| Év:            | 1994. | 2004.   | 2014.    | 2024.   |
| -------------- | ----- | ------- | -------- | ------- |
| Emberek száma: | 476   | 467     | 385      | 417     |
| Eltérés:       |       | -1,89 % | -17,55 % | +8,31 % |

| Év:            | 2023. | 2024.   |
| -------------- | ----- | ------- |
| Emberek száma: | 425   | 417     |
| Eltérés:       |       | -1,88 % |

1910-ben 3266-an, túlnyomórészt németek lakták.
2001-ben 471 lakosából 468 szlovák volt.
2011-ben 408 lakosából 389 szlovák.

## Nevezetességei
Római katolikus temploma 1500 körül épült későgótikus stílusban, 1716-ban barokk stílusban építették át.

## Külső hivatkozások
- Községinfó
- Pálosnagymező Szlovákia térképén
- E-obce.sk[halott link]